# Kolo Touré

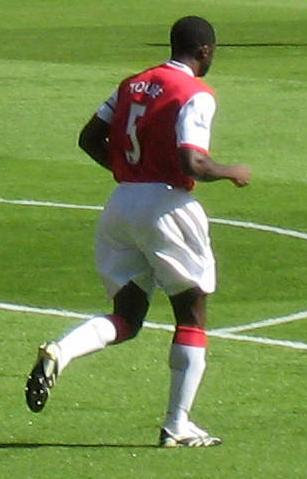
Kolo Touré amb l'Arsenal

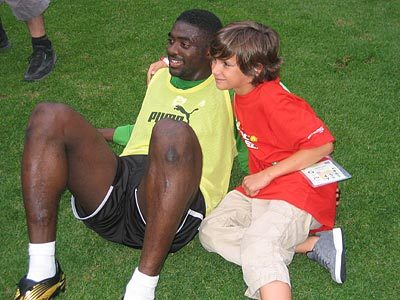
Kolo Touré amb un jove fan

Kolo Habib Touré (Bouaké, Costa d'Ivori, 19 de març del 1981) és un futbolista professional ivorià que juga com a defensa, actualment al Celtic FC.